# Lee Tae-hwan
Đây là một tên người Triều Tiên, họ là Lee.
Lee Tae-hwan (sinh 21 tháng 2 năm 1995) là một diễn viên và ca sĩ người Hàn Quốc. Kể từ khi khởi nghiệp diễn xuất vào năm 2013, anh đã đóng vai chính trong bộ phim truyền hình và hàng loạt trang web, đặc biệt là Pride và Prejudice (2014).
Anh là một phần của 5urprise (Hangul: 서프라이즈), một nhóm gồm năm thành viên được ra mắt vào năm 2013 bởi Fantagio mà rẽ vào diễn xuất, âm nhạc, quảng cáo và các chương trình khác.

## Sự nghiệp
Năm 2013, ở tuổi 18, Lee Tae-hwan chính thức ra mắt dưới vai trò diễn viên với series phim ngắn mang tên After School: Lucky or Not cùng với các thành viên khác của nhóm nhạc 5urprise.
Tae-hwan trở nên nổi tiếng bắt đầu từ vai diễn trong bộ phim truyền hình Kiêu hãnh và Định kiến (Pride and Prejudice) của đài MBC. Trong phim, anh vào vai nhân vật Kang Soo, một điều tra viên và cũng là cựu vận động viên taekwondo.
Bộ phim cổ trang đầu tiên của Tae-hwan là Splendid Politics, trong đó anh thủ vai Hoàng tử Gwanghae lúc trẻ. Nhân vật lúc già do Cha Seung-won đảm nhiệm.
Vào năm 2016, Lee Tae-hwan được chú ý với vai diễn Choi Seung-jae trong phim Quý ông trở lại. Kĩ năng diễn xuất nổi bật của Tae-hwan giúp anh được chọn cho vai diễn tiếp theo trong bộ phim truyền hình nổi tiếng Hai thế giới của đài MBC]. Trong phim, anh vào vai Seo Do-yoon (31 tuổi), vệ sĩ và huấn luyện viên võ thuật của Kang Cheol (Lee Jong-suk). Sau đó, Tae-hwan nhận được một vai diễn khác trong năm 2016 trong bộ phim cuối tuần Father, I'll Take Care of You cũng của MBC]. Bộ phim gồm 50 tập này khắc hoạ đời sống của một gia đình trong đó Tae-hwan vào vai một trong số những người con trai của gia đình.
Năm 2017, Tae-hwan trở lại màn ảnh nhỏ một phim truyền hình cuối tuần khác với tên gọi My Golden Life. Vai diễn lần này của anh là bạn học của nhân vật do Shin Hye-sun thủ vai. Nhân vật của Tae-hwan đầy năng lượng, can đảm vàc có những thích ghét rất rõ ràng.
Năm 2018, Tae-hwan một lần nữa trở lại trong một phim truyền hình khác tên Thư Kí Kim Sao Thế? trong vai diễn là anh trai của Phó Chủ Tịch Lee Young-joon, Lee Sung Yeon, đồng thời là 1 nhà văn nổi tiếng khắp thế giới.

## Phim đã đóng

### Truyền hình
| Năm       | Tên Phim                              | Vai                       | Kênh Truyền hình         |
| --------- | ------------------------------------- | ------------------------- | ------------------------ |
| 2013      | After School: Lucky or Not            | Han Jae-hee               | Nate Hoppin/ BTV/T-store |
| 2014      | Wonderful Day in October              | Lee Shin-jae lúc nhỏ      | SBS                      |
| 2014      | High School King of Savvy             | Oh Tae-seok               | tvN                      |
| 2014      | Pride and Prejudice                   | Kang Soo                  | MBC                      |
| 2014      | After School: Lucky or Not - Season 2 | Han Jae-hee               | Sohu.com/ DramaFever     |
| 2015      | Splendid Politics                     | Hoàng tử Gwanghae lúc nhỏ | MBC                      |
| 2016      | Quý ông trở lại                       | Choi Seung-jae            | SBS                      |
| 2016      | Thumping Spike                        | Baek Woo Jin              | Sohu TV                  |
| 2016      | W                                     | Seo Do-yoon               | MBC                      |
| 2016-2017 | Father, I'll Take Care of You         | Han Sung-joon             | MBC                      |
| 2017      | My Golden Life                        | Sun Woo-Hyuk              | KBS2                     |
| 2018      | Thư Ký Kim Sao Thế?                   | Lee Tae-hwan              | tvN                      |

### Truyền hình thực tế
| Năm  | Kênh chiếu | Tên chương trình                       | Tập       |
| ---- | ---------- | -------------------------------------- | --------- |
| 2017 | MBC        | Outrageous Roommates - Rooms Available | Tập 15-22 |
| 2017 | SBS        | Running Man                            | Tập 357   |

### Video âm nhạc
| Năm  | Tên bài hát                 | Nhóm        |
| ---- | --------------------------- | ----------- |
| 2013 | "What Are You Doing Today?" | Hello Venus |

## Các giải thưởng và đề cử
| Năm  | Phần thưởng                    | Thể loại               | Đề cử | Kết quả   |
| ---- | ------------------------------ | ---------------------- | ----- | --------- |
| 2011 | 6th Asia Model Festival Awards | Người mẫu mới xuất sắc | —     | Đoạt giải |